# Salomon Hugo Lieben
Salomon Hugo Lieben (28. dubna 1881 Praha – 10. listopadu 1942 Praha) byl jedním ze zakladatelů Židovského muzea v Praze a významnou postavou pražské židovské komunity první poloviny 20. století.

## Mládí
Salomon Hugo Lieben se narodil 28. dubna 1881 v pražské německy hovořící rodině, jeho otec Samuel Lieben byl obchodník. V roce 1899 Salomon Hugo odmaturoval na staroměstském gymnáziu a následně odjel studovat do Německa. Zde navštěvoval frankfurtský rabínský seminář a jednotlivé judaistické přednášky na universitě v Gießenu.
Ve městě, kde Liebenova vysokoškolská studia započala, Frankfurtu nad Mohanem, vznikla již roku 1897 Společnost pro zkoumání židovských historických památek, která si vytkla za cíl, kromě jiného, také založit židovské muzeum. Je proto velmi pravděpodobné, že pobyt ve Frankfurtu nad Mohanem inspiroval Liebenovu pozdější pražskou iniciativu.
V Praze Lieben od roku 1902 pokračoval ve studiích na filosofické fakultě německé Karlo-Ferdinandovy univerzity. Právě probíhající asanace pražské židovské čtvrti byla zřejmě dalším impulsem, aby Lieben roku 1906 spolu s Augustem Steinem a dalšími založil Spolek pro založení a vydržování židovského musea v Praze, a stal se jeho jednatelem. Již za tři roky se mohl pyšnit prvním významnějším úspěchem: Sbírka předmětů, kterou se zvláště díky jeho úsilí podařilo shromáždit, byla uznána za natolik reprezentativní, že byla, i když jen v provizorních podmínkách, vystavena.
Když Lieben téhož roku (1909) završil svá univerzitní studia, začal pracovat jako středoškolský učitel židovského náboženství. Dalším důležitým mezníkem jeho života se stal červen 1914; tehdy se Salomon Hugo Lieben v Mariánských Lázních oženil se Sophií Adlerovou. Ačkoli se schylovalo k první světové válce, Lieben nemusel svou manželku opustit, neboť byl uznán neschopným vojenské služby. V roce 1916 se manželům narodil syn Samuel (později si změnil jméno na Jan Lomský) a rok nato Löb Gabriel (Hanuš Lomský).

## Zájmové oblasti
Salomon Hugo Lieben byl velmi činorodý. Kromě pedagogické praxe provozoval i knihkupectví, nakladatelství a antikvariát. Dále psal odborné články a publikace, recenze i hesla do německých židovských encyklopedií. Neutuchající činnost vyvíjel v rámci muzejního spolku, roku 1924 sepsal kupříkladu průvodce po expozici a o dva roky později se podílel na jejím přesunu do budovy pražského židovského Pohřebního bratrstva. Od roku 1928 byl členem památkové komise Nejvyšší rady Svazů židovských obcí náboženských v Čechách, na Moravě a ve Slezsku.
Jelikož se hlásil k ortodoxnímu judaismu, angažoval se v různých podobně orientovaných spolcích a institucích (např. komise dohlížející na dodávky košer masa, či přezkušující učitele). Roku 1931 se stal předsedou Pohřebního bratrstva. Teprve roku 1937 přestal Lieben zastávat funkci jednatele muzejního spolku, která mu byla přiřčena již při založení této instituce před 31 lety. Lieben nicméně neopustil muzeum zcela, pouze se přesunul do pozice 2. místopředsedy.
Když se schylovalo ke druhé světové válce, prostíraly se před Liebenem různé možnosti jak opustit Československo, žádnou z nich však nakonec nevyužil. Stále vedl instituci, v níž se za války transformovalo Pohřební bratrstvo a i s manželkou se zapojil do katalogizace knih a stříbrných předmětů, soustřeďovaných za války do Židovského ústředního muzea. S Tobiasem Jakobovitsem se rovněž podílel na přípravě první instalace Židovského ústředního muzea ve Vysoké synagoze. Tato expozice byla věnována knihám.
Salomon Hugo Lieben zemřel náhle cestou do synagogy 10. listopadu 1942 a byl pohřben na Novém židovském hřbitově na Olšanech. Jeho manželka však byla deportována v červenci roku 1943 do Terezína a na podzim roku 1944 do Osvětimi, kde byla zavražděna. Oběma Liebenovým synům se podařilo uprchnout do Velké Británie, oba se také podíleli na československých exilových aktivitách. Jan vstoupil do britské armády, Hanuš pracoval v továrně jako svářeč. Byl aktivní v rámci komunistické strany. Jeho dcera je někdejší disidentka Věra Roubalová Kostlánová.

## Dílo
- Handschriftliches zur Geschichte der Juden in Prag in den Jahren 1744–1754, in: Jahrbuch der Jüdisch-Literarischen Gesellschaft, 1904, s. 267–330, 1905, s. 241–276.
- Die Prager Brandkatastrophen von 1689 und 1754, in: Jahrbuch der Jüdisch-Literarischen Gesellschaft, 1927, s. 175–193.
- Der hebräische Buchdruck in Prag im 16. Jahrhundert, in: Die Juden in Prag, Prag 1927, s. 88–106.
- David Oppenheim, in: Jahrbuch der Jüdisch-Literarischen Gesellschaft, 1928, s. 1–38.
- Briefe von 1744–1748 über die Austreibung der Juden aus Prag, in: Ročenka Společnosti pro dějiny Židů v Československu, 1932, s. 343–469.
- Oppenheimiana, in: Ročenka Společnosti pro dějiny Židů v Československu, 1935, s. 409–455.